# Högalids distrikt
Högalids distrikt är ett distrikt i Stockholms kommun och Stockholms län. 
Distriktet ligger i sydvästra Innerstaden i Stockholms kommun inom området för Södermalms stadsdelsområde i västra delen av stadsdelen Södermalm. 

## Tidigare administrativ tillhörighet
Distriktet inrättades 2016 och utgörs av en del av området som till 1971 utgjorde Stockholms stad inom det område som också före 1913 och inkorporeringarna utgjorde stadens område.
Området motsvarar den omfattning Högalids församling hade 1999/2000.